# Юрій Осінній
Юріїв день осінній, Осінній Юрій, Холодний Юрій — день народного календаря у слов'ян, що припадає на 26 листопада.
Святкування в цей день пам'яті святого Юрія було встановлене Ярославом Мудрим з нагоди освячення Георгіївської церкви в Києві (1051—1054).

## Правове значення
На Закарпатській Україні у XIII ст. (згідно з указом угорського короля Андраша III), а також у Московському царстві у XVI — XVII ст. (у тому числі й на Чернігівщині, яка в XVI ст. перейшла до Москви) селяни користувалися правом виходу на осінній Юріїв день. За тиждень перед і після Юр'євого дня селяни могли змінювати свого поміщика, якщо виконали перед ним свої зобов'язання. Повна заборона виходів селян від панів в 1649 р. породила приказку «Ось тобі, бабусю, і Юр'їв день».

## Прислів'я, мовні звороти
- Який день на Георгія, така й зима
- Юрій мости мостить, а Миколай цвяхом забиває
- Ось тобі, бабусю, і Юр'їв день
- На Юра, як рак свисне — ніколи